# Брюссельський режим

Держави, що застосовують інструменти Брюссельського режиму:
Брюссельський регламент, Угода між ЄС та Данією, Лужанська конвенція
Угода між ЄС та Данією, Лужанська конвенція
Лужанська конвенція
Раніше застосовувався Брюссельський режим

Брюссе́льський режи́м (англ. Brussels Regime) — набір правил, які регулюють, які суди мають юрисдикцію в судових спорах цивільного чи комерційного характеру між особами, які проживають у різних державах-членах Європейського Союзу (ЄС) та Європейської асоціації вільної торгівлі (ЄАВТ). Він містить детальні правила визначення юрисдикції для розгляду спору та регулює визнання та виконання іноземних судових рішень.

## Інструменти
П'ять правових інструментів разом утворюють Брюссельський режим. Усі п’ять правових інструментів загалом подібні за змістом і застосуванням, але мають відмінності у території їхнього застосування. Вони встановлюють загальне правило, згідно з яким особи повинні пред’являтися до суду в державі їхнього постійного проживання, а потім переходять до переліку винятків. Документи також передбачають визнання судових рішень, винесених в інших країнах.

### Брюссельська конвенція (1968)
Визнання та виконання судових рішень у цивільних і комерційних справах спочатку було здійснено в рамках Європейських Спільнот Брюссельською конвенцією 1968 року договором, підписаним тодішніми шістьма членами Спільнот. Цей договір кілька разів змінювався і був майже повністю замінений регламентом, прийнятим у 2001 році, Брюссельським Регламентом I. Сьогодні конвенція застосовувалася лише між 15 членами Європейського Союзу до 2004 року та певними територіями держав-членів ЄС, які знаходяться за межами Союзу: Арубою, заморськими територіями Франції та Майоттою. Передбачалося, що Брюссельську конвенцію буде замінено новою Лужанською конвенцією, остання відкрита для ратифікації державами-членами ЄС, які діють від імені неєвропейських територій, які належать цій державі-члену.

### Лужанська конвенція (1988)
У 1988 році 12 держав-членів Європейських Спільнот підписали договір, Лужанську конвенцію, з шістьма членами Європейської асоціації вільної торгівлі: Австрією, Фінляндією, Ісландією, Норвегією, Швецією та Швейцарією. Лужанська конвенція послужила для розширення режиму визнання на держави-члени ЄАВТ, які не мають права підписувати Брюссельську конвенцію. Окрім перших підписантів, три з яких залишили ЄАВТ, щоб приєднатися до ЄС у 1995 році, лише Польща згодом приєдналася до Лужанської конвенції. Ліхтенштейн, єдина держава, яка приєдналася до ЄАВТ після 1988 року, не підписав ні Конвенцію 1988 року, ні її наступницю, Лужанську конвенцію. Конвенція 1988 року повністю замінена версією 2007 року.

### Регламент Брюсселя I (2001)
Регламент Брюсселя I 2001 року був основним законодавчим актом у рамках Брюсселя з 2002 року до січня 2015 року. Він суттєво замінив Брюссельську конвенцію 1968 року та застосовувався до всіх держав-членів ЄС, за винятком Данії, яка має повну відмову від імплементації правил у сфері свободи, безпеки та правосуддя. Він набрав чинности 1 березня 2002 р. Регламент повністю замінено переробленим регламентом Брюсселя I.

### Угода з Данією
У 2005 році Данія підписала міжнародну угоду з Європейською Спільнотою про застосування положень Регламенту 2001 року між ЄС і Данією. Угода 2005 року застосовує модифіковану форму Регламенту 2001 року між Данією та рештою ЄС. У ньому також передбачено процедуру, за якою Данія має вносити поправки до регламенту. Він застосовує положення 2001 року до Данії та інших членів ЄС з 1 липня 2007 року. Якщо Данія вирішить не вносити жодних змін до Регламенту чи його наступника, дія Угоди припиняється автоматично.

### Лужанська конвенція (2007)
У 2007 році Європейські Спільноти та Данія підписали з Ісландією, Швейцарією та Норвегією нову Лужанську конвенцію. Цей договір мав замінити як стару Лужанську конвенцію 1988 року, так і Брюссельську конвенцію, і була відкрита для підписання як державами-членами ЄАВТ, так і державами-членами ЄС від імені їхніх територій, що не входять до ЄС. Хоча першу мету було досягнуто в 2011 році після ратифікації всіма державами-членами ЄАВТ (за винятком Ліхтенштейну, який ніколи не підписував Конвенцію 1988 року), жодна держава-член ЄС ще не приєдналася до Конвенції від імені своїх територій, що не входять до ЄС.
Конвенція 2007 року в основному така ж, як Блюссельський Регламент I 2001 року: головна відмінність полягає в тому, що слово «Регламент» замінено словом «Конвенція» у всьому тексті. Крім того, Конвенція містить дещо інше визначення поняття «суд», а Конвенція 2007 року не адаптована до переробленого Брюссельського регламенту. Вона також відкрита для приєднання інших держав ЄАВТ, а також держав ЄС, які діють від імені територій, які не входять до ЄС. Інші держави можуть приєднатися за умови схвалення присутніми сторонами договору. Наразі жодного приєднання не відбулося, але Королівство Нідерландів планувало представити парламенту акт схвалення приєднання від імені Аруби, Карибських Нідерландів, Кюрасао та, можливо, Сінт-Мартена в 2014 році.

### Брюссельський Регламент I (оновлений)
У 2008 році було прийнято поправку до Брюссельського регламенту I, що стосується зобов’язань щодо аліментів. Ні Данія, ні Сполучене Королівство не брали участь у регламенті, хоча Данія повідомила Комісію про прийняття поправки в січні 2009 року.
У 2012 році інституції ЄС прийняли перероблений Брюссельський Регламент I, який замінив регламент 2001 року з 10 січня 2015 року. Перероблений регламент тепер також поширюється на юрисдикцію щодо нерезидентів ЄС, він скасовує формальності щодо визнання судових рішень і спрощує процедуру для суду, обраного сторонами, для відкриття провадження (навіть якщо провадження вже розпочато в іншій державі-члені). У грудні 2012 року Данія повідомила Комісію про своє рішення імплементувати зміст регламенту 2012 року. Постійний комітет Лужанської конвенції розглядав можливість внесення змін до Лужанської конвенції відповідно до нової редакції, але «не висловив жодних рекомендацій щодо цього та не прийняв рішення щодо подальших кроків».
У 2014 році ЄС вніс зміни до Брюссельського Регламенту I, щоб уточнити положення щодо судів, які є «спільними для кількох держав-членів»: Єдиного патентного суду та юрисдикції Суду Бенілюксу. Данія знову повідомила ЄС про застосування поправок. Постійний комітет Лужанської конвенції розглядав можливість внесення змін до конвенції щодо Єдиного патентного суду, але вирішив «чекати результатів подальшого вивчення».

### Застосування в Сполученому Королівстві
До 1 лютого 2020 року всі інструменти застосовувалися в Сполученого Королівства внаслідок його членства в ЄС. Згідно з умовами угоди про вихід з ЄС, інструменти залишалися застосовними протягом перехідного періоду до 1 січня 2021 року.
Сполучене Королівство прагнуло приєднатися до Лужанської конвенції після Brexit і заручилося підтримкою приєднання Ісландії, Норвегії та Швейцарії. Станом на січень 2021 року приєднання не було погоджено. У травні 2021 року Європейська комісія повідомила Європейському парламенту про свою думку про те, що Європейський Союз не повинен давати згоду на приєднання Сполученого Королівства, стверджуючи, що «послідовна політика Європейського Союзу (стосовно третіх країн) полягає в сприянні співробітництво в рамках багатосторонніх Гаазьких конвенцій».

#### Ґібралтар
Брюссельська конвенція 1968 року (зі змінами) застосовувалася між Сполученим Королівством та Ґібралтаром до Brexit і в модифікованому вигляді діє досі.

## Обсяг і зміст
Брюссельський режим охоплює правові спори цивільного або комерційного характеру. У 1978 році до конвенції було внесено поправку, включивши речення: «Вона не поширюється, зокрема, на податкові, митні чи адміністративні справи». Регламент 2012 року далі визначає, що цей регламент не поширюється на «відповідальність держави за дії та бездіяльність під час здійснення державної влади (acta iure imperii )». Існують деякі винятки, які обмежують сферу застосування. Якщо основною темою спору є сімейне право, банкрутство чи неплатоспроможність, соціальне забезпечення або стосується арбітражу, справа не підпадає під дію правил.
Регламент спрямований на юрисдикцію, тобто визначення того, який суд або суди матимуть можливість прийняти справу. Це не означає, що застосовним правом буде право суду. Можливо і часто мати національний суд, який застосовує іноземне право. Загалом, місце проживання відповідача визначає, який із судів має юрисдикцію у тій чи іншій справі.
Режим передбачає, що відповідно до спеціальних правил, викладених у різних інструментах, особа (юридична чи фізична) може бути пред’явлена до суду лише в державі-члені, у якій вона або вона має своє постійне місце проживання або місце місцезнаходження. Це визначається законом суду, який розглядає справу, тому особа може проживати в кількох штатах одночасно. Однак «доміцилій» не має того самого значення, яке надає йому загальне право.
Стаття 4 також дозволяє особі, яка проживає в будь-якій державі-члені, користуватися перевагами надмірних баз юрисдикції іншої держави-члена на тих же підставах, що й громадянин цієї держави. Це корисно у випадках, коли держава-член, наприклад Франція, дозволяє своїм громадянам подавати позов до будь-кого у своїх судах, так що особа, яка проживає в країні-члені, як-от Фінляндія, може подати позов до особи, яка проживає в країні-не-члені, як-от Канада, у судах третьої сторони-члена, наприклад Франції, де відповідач може мати активи.
Брюссельська конвенція та Брюссельський Регламент I підпадають під юрисдикцію Суду Справедливости з питань тлумачення. Лужанська конвенція не вимагає від держав, що не входять до ЄС, передавати питання щодо тлумачення до Суду Справедливости, але містить протокол щодо «єдиного тлумачення» конвенції, який вимагає від судів «належним чином враховувати принципи, викладені в будь-якому відповідному рішенні», і дозволяє для обміну відповідними судженнями. Тим не менш, усе ж різні розбіжності виникли між державами-членами при тлумаченні Лужанської конвенції. Брюссельський режим, як правило, дозволяє включати до договорів застереження про юрисдикцію, що зберігає за сторонами право домовитися під час укладання договору про те, який суд має розглядати будь-який спір. Після набуття чинности Регламентом 2012 року таке рішення, у принципі, повинно поважатися, навіть якщо обрано суд за межами держав Брюссельського режиму, що відповідає вимогам Гаазької конвенції про вибір суду 2005 року.

### Положення про державну політику
Стаття 27(1) Брюссельської конвенції та стаття 34(1) Брюссельського регламенту містять застереження про публічний порядок (або «виняток публічного порядку»), який зазначає, що судові рішення не повинні визнаватися, «якщо таке визнання суперечить публічному порядку в держава, у якій запитується визнання».